# Panario
Panario era uno dei molti epiteti di Giove.
A Giove Panario i Romani dedicarono una statua nel foro, in memoria di un eroico episodio i cui protagonisti furono i soldati romani: essi infatti, assediati dai Galli, si privarono della loro scorta di pane scagliandola contro il nemico, per dimostrare che essi potevano sostenere ancora un lungo assedio, non mancando di provviste.